# Alba Volán
Alba Volán ([ˈɒlbɒ ˈvolaːn]) est une compagnie de bus d'État desservant Székesfehérvár et le comitat de Fejér. En janvier 2015, elle a fusionné ainsi que la compagnie Vértes Volán dans le KNYKK.